# Jean-Jacques Gailliard
Jean-Jacques Gailliard (Brussel, 22 november 1890 – Sint-Gillis, 17 april 1976) was een Belgisch kunstschilder en graficus.
Hij was de zoon van de impressionistische kunstschilder Franz Gailliard, van wie hij de eerste teken- en schilderlessen kreeg.  In zijn kinderjaren wordt hij omgeven door kunstenaars, musici en figuren uit de wereld van esoterie en occultisme.  

## Academische opleiding

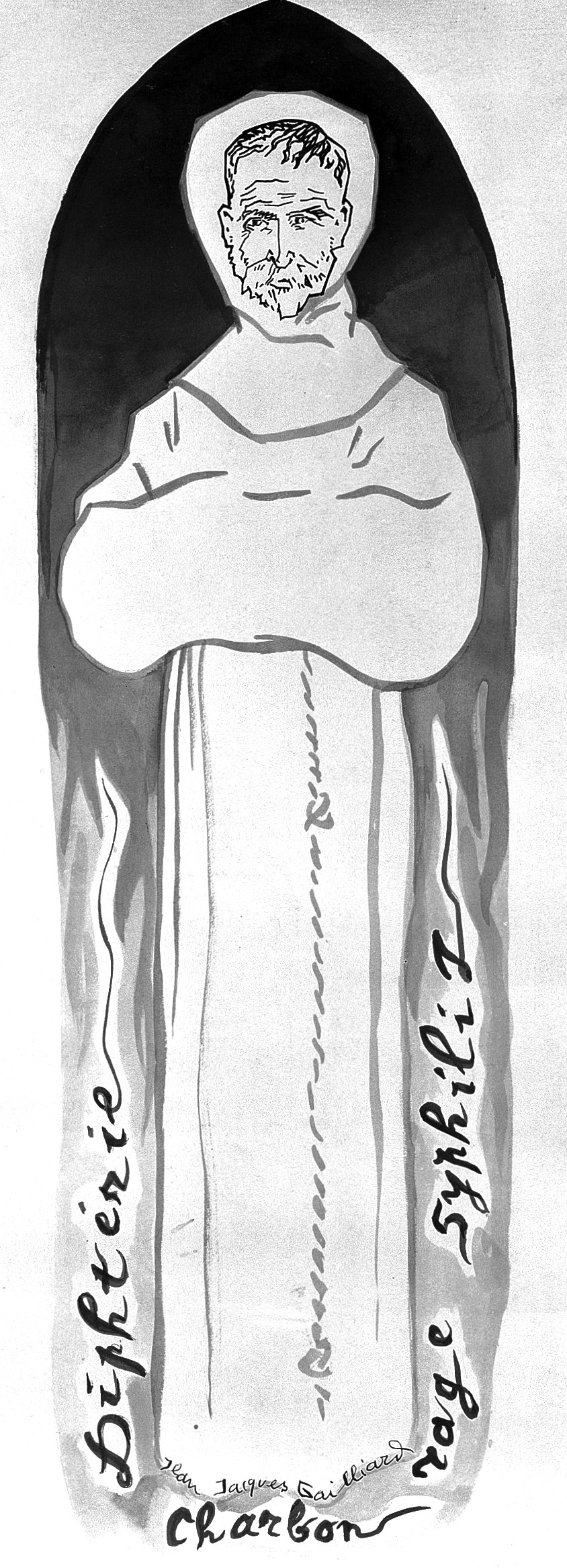
Tekening van Jean-Jacques Gaillard

Terwijl hij de Grieks-Latijnse humaniora aan het atheneum  van Brussel doorliep, schreef hij zich in 1903 in aan de Brusselse Academie.  Tot 1907 volgt hij er de lessen tekenen naar de Antieken – naar fragmenten kop en torso – bij Emile Fabry en naar de antieke figuur bij Guillaume Van Strydonck.  
Van 1907 tot 1911 volgt hij lessen tekenen naar de natuur bij Jean Delville, aanhanger van esoterische ideeën.
In 1910 behaalde Gailliard aan de Academie een tweede prijs met grote onderscheiding voor een historische compositie.  Van 1911 tot 1914 volgt hij de lessen schilderen naar de natuur bij Herman Richir, samen – in 1911-1912 – met de avondlessen modelleren naar de antieke kop en figuur bij de beeldhouwers Victor Rousseau en Aerts.  In 1912-1913 volgt hij eveneens aan de Academie de cursus algemene literatuur van Georges Eeckhoud en hij bekwam een gedeelde eerste prijs voor een studie over het Homerisch epos.  
In deze periode schilderde hij Oedipus als kind.  Eveneens in 1913 behaalde hij een eervolle vermelding bij de Legs Donnay-wedstrijd, waarbij het opgelegde onderwerp de kleine kerk van Sint-Lambrechts-Woluwe was.  
In 1915 volgde hij lessen bij de beeldhouwer Pieter Braecke aan de Academie van Sint-Joost-ten-Node en in 1916 werkt hij ’s avonds in de Vrije Academie "La Patte".

## Artistieke loopbaan
In 1912 was Gailliard aanhanger geworden van de leer van Swedenborg, een Zweeds mysticus. In 1915 voerde hij de decoratie uit van de kapel van de Algemene Kerk van Nieuw Jeruzalem (volgelingen van Swedenborg) in Elsene, waarover Fernand Khnopff publiceerde in het Bulletin de l’Académie Royale de Belgique.  
Zijn spiritualistische gerichtheid oriënteerde het werk van die eerste periode naar een symbolisme, in combinatie met een pointillistische techniek.  
Tijdens het interbellum werd zijn schilderkunst abstract. Van 1920 tot 1924 verbleef Gailliard in Parijs en had er contacten met talrijke kunstenaars en schrijvers: Isidora Duncan, Pablo Picasso, Jean Cocteau, Eric Satie, e.a.  Hij nam vanaf 1922 deel aan het Salon des Indépendants in Parijs.  
Reeds voor zijn vertrek naar Parijs was hij bevriend met Pierre-Louis Flouquet en Pierre Bourgeois.  Als in 1922 “7 Arts” wordt opgericht, neemt hij deel aan de tentoonstellingen van de groep.  In 1923 neemt hij deel aan het salon van “La Lanterne Sourde” in het Egmontpaleis en in 1925 maakt hij met Baugniet, Jasinski, Servranckx, Flouquet, Xhrouet en Maes deel uit van “Les peintres constructeurs”, samengebracht door “La Lanterne Sourde”.  In 1925 behoort hij tot de mede-oprichters van de groep “Assaut”, met de bedoeling de modernistische geest te verdedigen.  Zijn werk evolueert naar een abstract-geometrische vormgeving, die echter nooit koel geometrisch is; steeds zijn er kleurvlekken aanwezig of speelt hij met de materie.  In deze abstracte werken uit de jaren twintig is een bepaalde vorm van humor aanwezig, die hem onderscheidt van de overige “constructieve” kunstenaars.  In 1926 en 1927, in het verlengde van de opvatting van het interdisciplinair karakter van de verschillende kunstvormen, illustreert hij boeken – o.a. voor Paul Neuhuys – geeft hij gravures uit – b.v. La vie d’Alcibiade – en ontwerpt hij theaterdecors en marionetten.  Met de groep Assaut organiseert hij een openluchttentoonstelling in Brussel in 1927.  In 1928 sloot hij een contract met de galerie Le Centaure en stelt er tentoon.  
Rond 1928 keerde hij definitief terug naar een figuratieve schilderkunst, die hij “surimpressionisme” heeft genoemd en die verwees naar de realiteit achter de zichtbare werkelijkheid.  Het fantastische element wordt een constante in het schilderij, soms gecombineerd met woorden of teksten.  
Zijn hele leven door heeft Gailliard toch figuratieve tekeningen en schilderijen gemaakt van gezichten van Brussel en Oostende en portretten van de kunstenaars en schrijvers uit zijn kennissenkring : Maurice Maeterlinck, Fernand Khnopff, James Ensor, Michel de Ghelderode...

## Tentoonstellingen
- 1927: Cercle Artistique, Brussel
- 1929: Paleis voor Schone Kunsten, Brussel
- 1947: retrospectieve tentoonstelling in de Galerie Georges Giroux.
- 1953: Dinant, museum
- 1966: Oostende, Museum voor Schone Kunsten

## Musea
- Brussel, Prentenkabinet
- Brussel, Museum van Elsene
- Bryn-Athyn
- Deurle, Museum Dhondt-Dhaenens
- Dinant
- Dublin
- Galway
- Gent
- Grenoble
- Hasselt
- Luik
- Oostende, Kunstmuseum aan Zee (Mu.ZEE)
- Verviers
- Verz. Belgische Staat
- Verz. Franse Gemeenschap
- Verz. Kon. Conservatorium, Brussel
- Verz. Dexia Bank